# Complex at
En química, un complex at és una sal formada per la reacció d'un àcid de Lewis amb una base per la qual l'àtom central augmenta la seva valència. Sovint, en la nomenclatura química, la paraula «at» està sufixida a l'element en qüestió; per exemple, el complex at d'un compost de bor s'anomena borat. Així, el trimetilborà (TMB / B(CH₃)₃ / Me₃B) i el metil-liti (CH₃Li / MeLi) reaccionen per formar el tetrametilborat de liti (1-) (Me₄B-Li+).
Aquest concepte va ser introduït per Georg Wittig el 1958. El terme sol estar reservat per als complexos de metalls dels grups 2, 11 i 12.
Els complexos at són inversament anàlegs als compostos oni. Els àcids de Lewis formen iònics quan l'àtom central obté un enllaç més i es converteix en un anió negatiu. Les bases de Lewis formen ions oni quan l'àtom central obté un enllaç més i es converteix en un catió positiu.